# NGC 2023
NGC 2023 is een reflectienevel in het sterrenbeeld Orion. Het hemelobject ligt 1467,7 lichtjaar (450 parsec) van de Aarde verwijderd en werd op 6 januari 1785 ontdekt door de Duits-Britse astronoom William Herschel.  De nevel maakt deel uit van het Orioncomplex.

## Synoniemen
- LBN 954